# Station Agent
Station Agent (originaltitel: The Station Agent) är en amerikansk dramakomedifilm från 2003 skriven och regisserad av Thomas McCarthy. McCarthy vann en Independet Spirit Award för bästa manusdebut för filmens manus om en man som söker ensamheten i en övergiven järnvägsstation.

## Handling
Finbar "Fin" McBride (Peter Dinklage) är en tystlåten, tillbakadragen, ogift man med sjukdomen akondroplasi vilket medfört dvärgväxt. Han är djupt intresserad av allting som har med järnvägar att göra och arbetar tillsammans med sin lika tystlåtna vän Henry Stiles (Paul Benjamin) i en affär som säljer modelljärnvägar i staden Hoboken i New Jersey. Eftersom han känner sig utesluten av allmänheten som gör sig lustiga över hans längd håller sig Fin för sig själv.
Henry dör plötsligt och Fin får reda på att han lämnat honom en bit land ute på landet med en övergiven järnvägsstation på. Han flyttar in i den gamla byggnaden i hopp om att få leva i ensamhet men finner sig snart, motvilligt, involverad i sina grannars liv. Joe Oramas (Bobby Cannavale) är en trettioårig kuban-amerikan som driver sin sjuka fars kiosk. Olivia Harris (Patricia Clarkson) är en fyrtioårig konstnär som försöker hantera den plötsliga förlusten av sin son två år tidigare och sitt, på grund av dödsfallet, havererade äktenskap. Cleo (Raven Goodwin), en ung afroamerikansk flicka, delar Fins intresse för järnvägar och övertalar till slut Fin att hålla ett föredrag i hennes klass om ämnet. Emily (Michelle Williams), den lokala bibliotekarien, är en ung kvinna som är förfärad över det faktum att hon blivit gravid med sin oansvarige pojkvän. 
Joe är en överdrivet positiv och pratglad kille och bryter snart igenom Fins försvarsmur. De båda börjar ta dagliga promenader längs järnvägen och när Olivia ger Fin en videokamera jagar de efter tågen med Joes lastbil medan Fin filmar dem. Trion blir vänner men hotar att glida isär då Olivia drabbas av en djup depression. Samtidigt får Emily Fin att upptäcka att det kanske inte är så otrevligt att umgås med andra människor som han trott.

## Rollista
- Peter Dinklage – Finbar McBride
- Patricia Clarkson – Olivia Harris
- Bobby Cannavale – Joe Oramas
- Michelle Williams – Emily
- Raven Goodwin – Cleo
- Paul Benjamin – Henry Styles
- Jayce Bartok – Chris
- Joe Lo Truglio – Danny
- John Slattery – David
- Lynn Cohen – Patty
- Richard Kind – Louis Tiboni
- Josh Pais – Carl

## Produktion
På filmens DVD-utgåva kommenterar manusförfattaren/regissören Thomas McCarthy att filmen spelades in med en liten budget på en begränsad tid. Bland de platser man använde för filminspelningen finns Lake, Hopatcong, Dover, Hibernia, Rockaway, Hoboken och Newfoundland i New Jersey och Bucks County i Pennsylvania.
Filmen hade premiär på Sundance Film Festival och visades även på Toronto International Film Festival och San Sebastián Film Festival innan den hade premiär på ett begränsat antal biografer i USA den 3 oktober 2003. Filmen spelade in $5 739 376 i USA och $2 940 438 i övriga världen vilket innebar totala intäkter på $8 679 814.

## Mottagande
Elvis Mitchell på New York Times noterade att "Tom McCarthy hyser en sån förståelse för tystnad att den får lika stor plats som en karaktär i filmen, en delikat, tankfull och ofta rolig syn på ensamhet . . . det är den typ av tilltalande film du vill dela med andra."
Roger Ebert på Chicago Sun-Times sa " detta är en komedi, men den är även sorglig, och slutligen är det helt enkelt en film om att komma på vad du älskar att göra och sen komma på hur man gör det . . . Det är en stor lättnad . . . att The Station Agent inte är en sån film där problemet är att karaktärerna inte har legat med varandra och lösningen är att de gör det. Det handlar mer om den enorma oförstådda rädsla och ilska som finns under ytan i deras liv." 
Ruthe Stein på San Francisco Chronicle ansåg att filmen var "så gripande och originell som [någon film] du kommer att se detta år" och "en anmärkningsvärt övertygande debutfilm."
Peter Travers på Rolling Stone sa "Tom McCarthy har en gåva för roliga och gripande nyanser . . . De tre skådespelarna kunde inte vara bättre. Enorma känslor är intryckta i den här lilla, spröda filmen. Den är något speciellt."